# Sasimella ternatensis
Sasimella ternatensis är en insektsart som beskrevs av Kästner 1933. Sasimella ternatensis ingår i släktet Sasimella och familjen vårtbitare. Inga underarter finns listade i Catalogue of Life.